# Peter Callesen
Peter Ravn Callesen (født 1967 i Herning[kilde mangler]) er en dansk billedkunstner som særlig er kendt for sine papirklip og ruminstallationer. I 2010 blev han tildelt Eckersberg Medaillen.
Peter Callesen arbejder gennemgående med eksistentielle narrativer udformet i formater som performance, skulptur, tegning eller papirklip. Motiverne og temaerne er inspireret af myter og dramaer fra eventyr, religioner og andre arketypiske fortællinger, og transformeres hos Callesen til naturstridige, absurde og skæbnesvangre situationer.
Callesen er også aktiv som konceptuel kunstner. Mange af hans forestillinger og installationer bruger papiret. Han har f.eks bygget flere overdimensionerede papirbåde, hvori han så selv bevægede sig på vandet.

## Uddannelse
- 1997–00 - Goldsmiths, London
- 1994–97 - Det Jyske Kunstakademi, Århus
- 1993–94 - Aarhus Kunstskole, 1993-94
- 1993–95 - Arkitektskolen Aarhus

## Soloudstillinger (udvalg)
- 2023 På dybt vand, Ribe Kunstmuseum
- 2018 SKINDØD, Øregaard Museum, Hellerup
- 2009 Ud af intet, Museet for Religiøs Kunst, Lemvig
- 2007 HIMMELRUM,  Nikolaj Kunsthal, København
- 2007 HIMMELRUM, Brandts, Odense
- 2006 Wedgwood Exhibition, Nottingham Castle, Nottingham, England
- 2004 The Dying Swan, performance presso, Statens Museum for Kunst, København